# فهد عبد المحسن
فهد بن عبد المحسن القباع، فنان شعبي سعودي، من منطقة حائل، أنتج وما زال ينتج ألبومات غنائية بأوقات متفرقة. آخر ألبوماته قام باصداره عام 2009.
يعيش في حائل، ويشارك في عدد من الحفلات الغنائية الخاصة في المدينة وخارجها وهو فنان بالوراثة حيث كان والده فنان شعبي معروف وكذلك شقيقه سعد اشتهر باجادة العزف على الالات الموسيقية بمهارة، إلا أن فهد رغم شهرته بعيد عن الاعلام ولايهتم بالتواجد والظهور.
تعاون مع أكثر شعراء حائل ومن اشهرهم سعيد السعدي والاشقاء علي وعثمان المجراد وشايوش الجوهر وعبد العزيز العفنان وغيرهم

## اعتزاله
في تاريخ 20 / 2 / 1432 هـ قرر الفنان فهد عبد المحسن اعتزاله الفن كليّا ً مفضلا ً تكملة باقي حياته بعيد عن الفن وقبيل اعتزاله قد طلب منه الحضور لإحياء حفلة غنائيه في مهرجان الدوحة الغنائي ولكنه اعتذر دون الإيضاح بأي سبب. وبعد مرور اسبوعين على عدم قبول الدعوة والذهاب لقطر أعلن اعتزاله.